# Giải NBRMP cho nữ diễn viên chính xuất sắc nhất
Giải NBRMP cho nữ diễn viên chính xuất sắc nhất là một giải của NBRMP dành cho nữ diễn viên đóng vai chính trong một phim, được bầu chọn là xuất sắc nhất. Giải này được lập từ năm 1945.

## Danh sách đoạt giải

### Thập niên 1940
- 1945: Joan Crawford

phim Mildred Pierce
- 1946: Anna Magnani

phim Rome, Open City
- 1947: Celia Johnson

phim This Happy Breed
- 1948: Olivia de Havilland

phim The Snake Pit
- 1949: không trao giải

### Thập niên 1950
- 1950: Gloria Swanson

phim Sunset Boulevard
- 1951: Jan Sterling

phim Ace in the Hole
- 1952: Shirley Booth

phim Come Back, Little Sheba
- 1953: Jean Simmons

phim The Actress,
phim The Robe &
phim Young Bess
- 1954: Grace Kelly

phim The Country Girl,
phim Dial M for Murder &
phim Rear Window
- 1955: Anna Magnani

phim The Rose Tattoo
- 1956: Dorothy McGuire

phim Friendly Persuasion
- 1957: Joanne Woodward

phim No Down Payment &
phim The Three Faces of Eve
- 1958: Ingrid Bergman

phim The Inn of the Sixth Happiness
- 1959: Simone Signoret

phim Room at the Top

### Thập niên 1960
| Năm  | Diễn viên        | Phim                            | Vai diễn          |
| ---- | ---------------- | ------------------------------- | ----------------- |
| 1960 | Greer Garson     | Sunrise at Campobello           | Eleanor Roosevelt |
| 1961 | Geraldine Page   | Summer and Smoke                | Alma Winemiller   |
| 1962 | Anne Bancroft    | The Miracle Worker              | Anne Sullivan     |
| 1963 | Patricia Neal    | Hud                             | Alma Brown        |
| 1964 | Kim Stanley      | Séance on a Wet Afternoon       | Myra Savage       |
| 1965 | Julie Christie   | Darling                         | Diana Scott       |
| 1965 | Julie Christie   | Doctor Zhivago                  | Lara Antipova     |
| 1966 | Elizabeth Taylor | Who's Afraid of Virginia Woolf? | Martha            |
| 1967 | Edith Evans      | The Whisperers                  | Maggie Ross       |
| 1968 | Liv Ullmann      | Hour of the Wolf (Vargtimmen)   | Alma Borg         |
| 1968 | Liv Ullmann      | Shame (Skammen)                 | Eva Rosenberg     |
| 1969 | Geraldine Page   | Trilogy                         | Sook              |

### Thập niên 1970
| Năm  | Diễn viên       | Phim                               | Vai diễn               |
| ---- | --------------- | ---------------------------------- | ---------------------- |
| 1970 | Glenda Jackson  | Women in Love                      | Gudrun Brangwen        |
| 1971 | Irene Papas     | The Trojan Women                   | Helen                  |
| 1972 | Cicely Tyson    | Sounder                            | Rebecca Morgan         |
| 1973 | Liv Ullmann     | The New Land (Nybyggarna)          | Kristina               |
| 1974 | Gena Rowlands   | A Woman Under the Influence        | Mabel Longhetti        |
| 1975 | Isabelle Adjani | The Story of Adele H.              | Adèle Hugo/Adèle Lewry |
| 1976 | Liv Ullmann     | Face to Face (Ansikte mot ansikte) | Jenny Isaksson         |
| 1977 | Anne Bancroft   | The Turning Point                  | Emma Jacklin           |
| 1978 | Ingrid Bergman  | Autumn Sonata (Höstsonaten)        | Charlotte Andergast    |
| 1979 | Sally Field     | Norma Rae                          | Norma Rae Webster      |

### Thập niên 1980
| Năm  | Diễn viên         | Phim                    | Vai diễn           |
| ---- | ----------------- | ----------------------- | ------------------ |
| 1980 | Sissy Spacek      | Coal Miner's Daughter   | Loretta Lynn       |
| 1981 | Glenda Jackson    | Stevie                  | Stevie Smith       |
| 1982 | Meryl Streep      | Sophie's Choice         | Sophie Zawistowski |
| 1983 | Shirley MacLaine  | Terms of Endearment     | Aurora Greenway    |
| 1984 | Peggy Ashcroft    | A Passage to India      | Mrs. Moore         |
| 1985 | Whoopi Goldberg   | The Color Purple        | Celie Johnson      |
| 1986 | Kathleen Turner   | Peggy Sue Got Married   | Peggy Sue Bodell   |
| 1987 | Lillian Gish      | The Whales of August    | Sarah Webber       |
| 1987 | Holly Hunter      | Broadcast News          | Jane Craig         |
| 1988 | Jodie Foster      | The Accused             | Sarah Tobias       |
| 1989 | Michelle Pfeiffer | The Fabulous Baker Boys | Susie Diamond      |

### Thập niên 1990
| Năm  | Diễn viên            | Phim                                | Vai diễn                   |
| ---- | -------------------- | ----------------------------------- | -------------------------- |
| 1990 | Mia Farrow           | Alice                               | Alice Tate Smith           |
| 1991 | Geena Davis          | Thelma & Louise                     | Thelma Dickinson           |
| 1991 | Susan Sarandon       | Thelma & Louise                     | Louise Sawyer              |
| 1992 | Emma Thompson        | Howards End                         | Margaret J. 'Meg' Schlegel |
| 1993 | Holly Hunter         | The Piano                           | Ada McGrath                |
| 1994 | Miranda Richardson   | Tom & Viv                           | Vivienne Haigh-Wood        |
| 1995 | Emma Thompson        | Carrington                          | Dora Carrington            |
| 1995 | Emma Thompson        | Sense and Sensibility               | Elinor Dashwood            |
| 1996 | Frances McDormand    | Fargo                               | Marge Gunderson            |
| 1997 | Helena Bonham Carter | The Wings of the Dove               | Kate Croy                  |
| 1998 | Fernanda Montenegro  | Central Station (Central do Brasil) | Dora                       |
| 1999 | Janet McTeer         | Tumbleweeds                         | Mary Jo Walker             |

### Thập niên 2000
| Năm  | Diễn viên        | Phim                   | Vai diễn                      |
| ---- | ---------------- | ---------------------- | ----------------------------- |
| 2000 | Julia Roberts    | Erin Brockovich        | Erin Brockovich               |
| 2001 | Halle Berry      | Monster's Ball         | Leticia Musgrove              |
| 2002 | Julianne Moore   | Far from Heaven        | Cathy Whitaker                |
| 2003 | Diane Keaton     | Something's Gotta Give | Erica Barry                   |
| 2004 | Annette Bening   | Being Julia            | Julia Lambert                 |
| 2005 | Felicity Huffman | Transamerica           | Stanley Schupak/Bree Osbourne |
| 2006 | Helen Mirren     | The Queen              | Queen Elizabeth II            |
| 2007 | Julie Christie   | Away from Her          | Fiona Anderson                |
| 2008 | Anne Hathaway    | Rachel Getting Married | Kym                           |
| 2009 | Carey Mulligan   | An Education           | Jenny                         |

### Thập niên 2010
| Năm  | Diễn viên        | Phim                        | Vai diễn               |
| ---- | ---------------- | --------------------------- | ---------------------- |
| 2010 | Lesley Manville  | Another Year                | Mary Smith             |
| 2011 | Tilda Swinton    | We Need to Talk About Kevin | Eva Khatchadourian     |
| 2012 | Jessica Chastain | Zero Dark Thirty            | Maya                   |
| 2013 | Emma Thompson    | Saving Mr. Banks            | Pamela "P. L." Travers |
| 2014 | Julianne Moore   | Still Alice                 | Dr. Alice Howland      |
| 2015 | Brie Larson      | Room                        | Joy "Ma" Newsome       |
| 2016 | Amy Adams        | Arrival                     | Dr. Louise Banks       |
| 2017 | Meryl Streep     | The Post                    | Katharine Graham       |
| 2018 | Lady Gaga        | A Star Is Born              | Ally Maine             |
| 2019 | Renée Zellweger  | Judy                        | Judy Garland           |

### Thập niên 2020
| Năm  | Diễn viên      | Phim                              | Vai diễn                  |
| ---- | -------------- | --------------------------------- | ------------------------- |
| 2020 | Carey Mulligan | Promising Young Woman             | Cassandra "Cassie" Thomas |
| 2021 | Rachel Zegler  | West Side Story                   | María Vasquez             |
| 2022 | Michelle Yeoh  | Everything Everywhere All At Once | Evelyn Quan Wang          |
| 2023 | Lily Gladstone | Killers of the Flower Moon        | Mollie Kyle               |
| 2024 | Nicole Kidman  | Babygirl                          | Romy Mathis               |